# Doctor Who (phim 1996)
Doctor Who (1996) là bộ điện ảnh - truyền hình khoa học viễn tưởng của Vương quốc Anh được hợp tác sản xuất bởi Universal Television, BBC Television, BBC Worldwide và Fox Network vào năm 1996. Bộ phim được truyền chiếu vào ngày 12 tháng 5 Năm 1996 trên kênh CITV tại Edmonton, Alberta, 15 ngày sau được ra mắt trên kênh BBC One và được phát sóng trên kênh Fox ở Mỹ vào ngày 29 tháng 5 Năm 1996. Bộ phim là nỗ lực đầu tiên để hồi sinh Doctor Who, sau khi ngừng sản xuất vào năm 1989. Đây là tập phim Doctor Who đầu tiên và cũng là duy nhất có sự hợp tác sản xuất của Mỹ và Anh. Bộ phim đã giới thiệu diễn viên Paul McGann vào vai Doctor thứ tám và cũng là lần duy nhất anh được xuất hiện trong loạt phim này. Mặc dù khá thành công khi được trình chiếu ở Anh với 9 500 000 người xem nhưng bộ phim lại không được đánh giá cao ở Mỹ với chỉ 5 500 000 người. Mãi đến năm 2005, loạt phim mới về Doctor Who mới được sản xuất trở lại. Tuy được sản xuất bởi những nhà sản xuất nước ngoài nhưng bộ phim vẫn là sự tiếp nối của loại phim 1963 - 1989. Bộ phim chủ yếu được quay tại Vancouver, British Columbia, Canada.

## Nội dung
Sau khi bị kết án tử hình bởi lực lượng Dalek của hành tinh Skaro, Master (Gordon Tipple) đã nhờ Doctor đưa di thể của hắn trở về hành tinh quê hương - Gallifrey. Trong chuyến đi này, do tàu bị lắc lư chiếc rương giam giữ Master đã bị vỡ, giúp hắn trốn thoát và phá hoại tàu TARDIS. Doctor (Sylvester McCoy) đã phải hạ cánh tàu TARDIS xuống thành phố San Francisco, California vào ngày 30 tháng 12 năm 1999. Ở thành phố, Chang Lee, một chàng trai người Mỹ gốc Hoa cùng hai người bạn đang bị truy đuổi bởi một nhóm xã hội đen. Bất ngờ, sau khi vừa bước khỏi tàu TARDIS, ông là vô tình bị bắn bởi nhóm xã hội đen này. Sau khi bắn, bọn chúng đã bỏ trốn. Chang Lee đã gọi xe cứu thương để cứu Doctor ở một bệnh viện gần đó. Khi chụp X - quang, các bác sĩ đã nhận ra là ông có đến 2 trái tim. Họ đã gọi bác sĩ Grace Holloway, một bác sĩ nổi tiếng về phẫu thuật tim mạch dến để phẫu thuật. Tuy nhiên, quá trình phẫu thuật thất bại, bác sĩ thứ bảy đã chết và được chuyển vào nhà xác. Chang Lee được hưởng tài sản của ông. Master dưới hình dạng một con rắn đã nhập vào thân thể của Bruce, một nhân viên cảnh sát.
Trong đêm, Doctor đã tái sinh thành thân thể mới (Paul McGann) và trốn thoát khỏi nhà xác. Ông đã đi tìm Grace Holloway để nhờ giúp đỡ vì ông nhớ rằng là đã gặp cô trước đây và tại nhà cô đã giúp anh hồi phuc được một phần trí nhớ. Chang Lee đã mở được TARDIS và đi vào. Lúc đi vào, anh đã gặp Master. Master đã mê hoặc Chang Lee để anh giúp hắn. Trong lúc đó, Doctor đang trò chuyện với Grace Holloway. Khi "Con mắt của sự hài hòa" - Nơi cung cấp năng lượng cho tàu TARDIS được Master mở ra đã làm cho bác sĩ hồi phục hoàn toàn trí nhớ và ôm hôn Grace Holloway. Master đã tìm Doctor và tấn công Grace Holloway và làm cô ấy đã biến thành quỷ khi nhiễm nước bọt của hắn. Hắn định chiếm lấy sức mạnh của Doctor vã phá hủy toàn bộ trái dất. Doctor đã đánh bại Master và cứu được Trái đất nhưng Grace Holloway và Chang Lee đã bị Master giết hại. May thay nguồn năng lượng của Con mắt đã cứu được họ. Cuối phim, Doctor đã trao cho Grace Holloway nụ hôn tạm biệt và trở lại tàu TARDIS để tiếp tục cuộc phiêu lưu của mình.

## Các diễn viên tham gia
- Paul McGann - Doctor thứ tám
- Eric Roberts – Master/Bruce
- Daphne Ashbrook - Grace Holloway
- Yee Jee Tso – Chang Lee
- Sylvester McCoy - Doctor thứ bảy
- John Novak – Salinger
- Michael David Simms – Bác sĩ Swift
- Eliza Roberts – Miranda
- Dave Hurtubise – Giáo sư Wagg
- Dolores Drake – Curtis
- Catherine Lough – Wheeler
- William Sasso – Pete
- Joel Wirkkunen – Ted
- Jeremy Radick – Gareth
- Bill Croft – Cảnh sát lái mô tô
- Mi-Jung Lee – Người dẫn thời sự
- Joanna Piros – Người dẫn thời sự
- Dee Jay Jackson – Nhân viên bảo vệ
- Gordon Tipple – Master già